# 江之紀
江之紀（？—1831年），字修甫，号石生，安徽省徽州府婺源县（今江西省上饶市婺源县江湾镇晓起村）人，清朝官員。

## 生平
江之紀為道光六年（1826年）丙戌科二甲进士。江苏金匮县知县。

## 家族
其孙江人镜为两淮盐运使。